# Dear Mr. Gacy
Dear Mr. Gacy (bra Caro Sr. Gacy) é um filme canadense de 2010, dos gêneros drama, policial e suspense, dirigido por Svetozar Ristovski, com roteiro de Kellie Madison e Clark Peterson baseado no livro de memórias The Last Victim: A True-Life Journey into the Mind of the Serial Killer, de Jason Moss e Jeffrey Kottler.
O estudante Jason Moss começou a se corresponder com o famoso serial killer John Wayne Gacy em 1994, o último ano da vida do assassino, e acabou se tornando uma celebridade.

## Sinopse
A trama foca a relação entre o universitário Jason Moss e o serial killer John Wayne Gacy, acusado de torturar e matar 33 rapazes, dos quais 23 estavam enterrados no chão de sua casa. Condenado a 21 prisões perpétuas e a 12 penas de morte, Gacy aguardou o cumprimento da pena dedicando-se à pintura e dando entrevistas, nas quais chamava suas vítimas de "bichas" "escória da humanidade".

## Elenco
- Jesse Moss ...  Jason Moss
- William Forsythe ... John Wayne Gacy
- Emma Lahana ... Alyssa
- Jeffrey Bowyer-Chapman ...  Diego
- Patrick Gilmore ... Glen Phillips
- Andrew Airlie ... Professor Harris
- Cole Heppell ... Alex Moss
- Belinda Metz ... Valerie
- Michaela Mann ... Autumn
- Michael Kopsa ... agente do FBI
- Eric Keenleyside ... Stan
- Daryl Shuttleworth ... Thompson
- Brett Dier ...  Marcus
- Jaren Brandt-Bartlett ... Mike
- Hunter Elliott ... Tim Carsey
- Kai Kennedy ... Bobby